# 武内宿禰
武内宿禰（たけしうちのすくね/たけうちのすくね/たけのうちのすくね、景行天皇14年 - 没年不詳）は、記紀に伝わる古代日本の人物。
『日本書紀』では「武内宿禰」、『古事記』では「建内宿禰」、他文献では「建内足尼」とも表記される。「宿禰」は尊称で、名称は「勇猛な、内廷の宿禰」の意とされる。
景行・成務・仲哀・応神・仁徳の5代（第12代から第16代）の各天皇に仕えたという伝説上の忠臣である。紀氏・巨勢氏・平群氏・葛城氏・蘇我氏など中央有力豪族の祖ともされる。

## 系譜
武内宿禰の系譜図
表記は『日本書紀』を第一とし、『古事記』を併記。
| 8 孝元天皇 | 8 孝元天皇 | 8 孝元天皇                | 8 孝元天皇                | 8 孝元天皇                | 8 孝元天皇                |                           |                           | 彦太忍信命 （比古布都押之信命） | 彦太忍信命 （比古布都押之信命） | 彦太忍信命 （比古布都押之信命）   | 彦太忍信命 （比古布都押之信命） | 彦太忍信命 （比古布都押之信命） | 彦太忍信命 （比古布都押之信命） |                                 |                                 | 屋主忍男武雄心命 （古事記なし） | 屋主忍男武雄心命 （古事記なし） | 屋主忍男武雄心命 （古事記なし） | 屋主忍男武雄心命 （古事記なし） | 屋主忍男武雄心命 （古事記なし） | 屋主忍男武雄心命 （古事記なし） |  |  |  |  |
| 8 孝元天皇 | 8 孝元天皇 | 8 孝元天皇                | 8 孝元天皇                | 8 孝元天皇                | 8 孝元天皇                |                           |                           | 彦太忍信命 （比古布都押之信命） | 彦太忍信命 （比古布都押之信命） | 彦太忍信命 （比古布都押之信命）   | 彦太忍信命 （比古布都押之信命） | 彦太忍信命 （比古布都押之信命） | 彦太忍信命 （比古布都押之信命） |                                 |                                 | 屋主忍男武雄心命 （古事記なし） | 屋主忍男武雄心命 （古事記なし） | 屋主忍男武雄心命 （古事記なし） | 屋主忍男武雄心命 （古事記なし） | 屋主忍男武雄心命 （古事記なし） | 屋主忍男武雄心命 （古事記なし） |  |  |  |  |
|            |            |                           |                           |                           |                           |                           |                           |                                 |                                 |                                   |                                 |                                 |                                 |                                 |                                 |                                 |                                 |                                 |                                 |                                 |                                 |  |  |  |  |
|            |            |                           |                           |                           |                           |                           |                           |                                 |                                 |                                   |                                 |                                 |                                 |                                 |                                 |                                 |                                 |                                 |                                 |                                 |                                 |  |  |  |  |
|            |            |                           |                           |                           |                           |                           |                           |                                 |                                 |                                   |                                 |                                 |                                 |                                 |                                 |                                 |                                 |                                 |                                 |                                 |                                 |  |  |  |  |
|            |            | 武内宿禰 （建内宿禰）     | 武内宿禰 （建内宿禰）     | 武内宿禰 （建内宿禰）     | 武内宿禰 （建内宿禰）     | 武内宿禰 （建内宿禰）     | 武内宿禰 （建内宿禰）     |                                 |                                 | 羽田矢代宿禰 （波多八代宿禰）     | 羽田矢代宿禰 （波多八代宿禰）   | 羽田矢代宿禰 （波多八代宿禰）   | 羽田矢代宿禰 （波多八代宿禰）   | 羽田矢代宿禰 （波多八代宿禰）   | 羽田矢代宿禰 （波多八代宿禰）   | → ［波多氏］                    | → ［波多氏］                    | → ［波多氏］                    | → ［波多氏］                    | → ［波多氏］                    | → ［波多氏］                    |  |  |  |  |
|            |            | 武内宿禰 （建内宿禰）     | 武内宿禰 （建内宿禰）     | 武内宿禰 （建内宿禰）     | 武内宿禰 （建内宿禰）     | 武内宿禰 （建内宿禰）     | 武内宿禰 （建内宿禰）     |                                 |                                 | 羽田矢代宿禰 （波多八代宿禰）     | 羽田矢代宿禰 （波多八代宿禰）   | 羽田矢代宿禰 （波多八代宿禰）   | 羽田矢代宿禰 （波多八代宿禰）   | 羽田矢代宿禰 （波多八代宿禰）   | 羽田矢代宿禰 （波多八代宿禰）   | → ［波多氏］                    | → ［波多氏］                    | → ［波多氏］                    | → ［波多氏］                    | → ［波多氏］                    | → ［波多氏］                    |  |  |  |  |
|            |            |                           |                           |                           |                           |                           |                           |                                 |                                 | 許勢小柄宿禰 （日本書紀なし）     | 許勢小柄宿禰 （日本書紀なし）   | 許勢小柄宿禰 （日本書紀なし）   | 許勢小柄宿禰 （日本書紀なし）   | 許勢小柄宿禰 （日本書紀なし）   | 許勢小柄宿禰 （日本書紀なし）   | → ［巨勢氏］                    | → ［巨勢氏］                    | → ［巨勢氏］                    | → ［巨勢氏］                    | → ［巨勢氏］                    | → ［巨勢氏］                    |  |  |  |  |
|            |            |                           |                           |                           |                           |                           |                           |                                 |                                 | 許勢小柄宿禰 （日本書紀なし）     | 許勢小柄宿禰 （日本書紀なし）   | 許勢小柄宿禰 （日本書紀なし）   | 許勢小柄宿禰 （日本書紀なし）   | 許勢小柄宿禰 （日本書紀なし）   | 許勢小柄宿禰 （日本書紀なし）   | → ［巨勢氏］                    | → ［巨勢氏］                    | → ［巨勢氏］                    | → ［巨勢氏］                    | → ［巨勢氏］                    | → ［巨勢氏］                    |  |  |  |  |
|            |            | 甘美内宿禰 （味師内宿禰） | 甘美内宿禰 （味師内宿禰） | 甘美内宿禰 （味師内宿禰） | 甘美内宿禰 （味師内宿禰） | 甘美内宿禰 （味師内宿禰） | 甘美内宿禰 （味師内宿禰） |                                 |                                 | 石川宿禰 （蘇賀石河宿禰）         | 石川宿禰 （蘇賀石河宿禰）       | 石川宿禰 （蘇賀石河宿禰）       | 石川宿禰 （蘇賀石河宿禰）       | 石川宿禰 （蘇賀石河宿禰）       | 石川宿禰 （蘇賀石河宿禰）       | → ［蘇我氏］                    | → ［蘇我氏］                    | → ［蘇我氏］                    | → ［蘇我氏］                    | → ［蘇我氏］                    | → ［蘇我氏］                    |  |  |  |  |
|            |            | 甘美内宿禰 （味師内宿禰） | 甘美内宿禰 （味師内宿禰） | 甘美内宿禰 （味師内宿禰） | 甘美内宿禰 （味師内宿禰） | 甘美内宿禰 （味師内宿禰） | 甘美内宿禰 （味師内宿禰） |                                 |                                 | 石川宿禰 （蘇賀石河宿禰）         | 石川宿禰 （蘇賀石河宿禰）       | 石川宿禰 （蘇賀石河宿禰）       | 石川宿禰 （蘇賀石河宿禰）       | 石川宿禰 （蘇賀石河宿禰）       | 石川宿禰 （蘇賀石河宿禰）       | → ［蘇我氏］                    | → ［蘇我氏］                    | → ［蘇我氏］                    | → ［蘇我氏］                    | → ［蘇我氏］                    | → ［蘇我氏］                    |  |  |  |  |
|            |            |                           |                           |                           |                           |                           |                           |                                 |                                 | 平群木菟宿禰 （平群都久宿禰）     | 平群木菟宿禰 （平群都久宿禰）   | 平群木菟宿禰 （平群都久宿禰）   | 平群木菟宿禰 （平群都久宿禰）   | 平群木菟宿禰 （平群都久宿禰）   | 平群木菟宿禰 （平群都久宿禰）   | → ［平群氏］                    | → ［平群氏］                    | → ［平群氏］                    | → ［平群氏］                    | → ［平群氏］                    | → ［平群氏］                    |  |  |  |  |
|            |            |                           |                           |                           |                           |                           |                           |                                 |                                 | 平群木菟宿禰 （平群都久宿禰）     | 平群木菟宿禰 （平群都久宿禰）   | 平群木菟宿禰 （平群都久宿禰）   | 平群木菟宿禰 （平群都久宿禰）   | 平群木菟宿禰 （平群都久宿禰）   | 平群木菟宿禰 （平群都久宿禰）   | → ［平群氏］                    | → ［平群氏］                    | → ［平群氏］                    | → ［平群氏］                    | → ［平群氏］                    | → ［平群氏］                    |  |  |  |  |
|            |            |                           |                           |                           |                           |                           |                           |                                 |                                 | 紀角宿禰 （木角宿禰）             | 紀角宿禰 （木角宿禰）           | 紀角宿禰 （木角宿禰）           | 紀角宿禰 （木角宿禰）           | 紀角宿禰 （木角宿禰）           | 紀角宿禰 （木角宿禰）           | → ［紀氏］                      | → ［紀氏］                      | → ［紀氏］                      | → ［紀氏］                      | → ［紀氏］                      | → ［紀氏］                      |  |  |  |  |
|            |            |                           |                           |                           |                           |                           |                           |                                 |                                 | 紀角宿禰 （木角宿禰）             | 紀角宿禰 （木角宿禰）           | 紀角宿禰 （木角宿禰）           | 紀角宿禰 （木角宿禰）           | 紀角宿禰 （木角宿禰）           | 紀角宿禰 （木角宿禰）           | → ［紀氏］                      | → ［紀氏］                      | → ［紀氏］                      | → ［紀氏］                      | → ［紀氏］                      | → ［紀氏］                      |  |  |  |  |
|            |            |                           |                           |                           |                           |                           |                           |                                 |                                 | 久米能摩伊刀比売 （日本書紀なし） |                                 |                                 |                                 |                                 |                                 |                                 |                                 |                                 |                                 |                                 |                                 |  |  |  |  |
|            |            |                           |                           |                           |                           |                           |                           |                                 |                                 |                                   |                                 |                                 |                                 |                                 |                                 |                                 |                                 |                                 |                                 |                                 |                                 |  |  |  |  |
|            |            |                           |                           |                           |                           |                           |                           |                                 |                                 | 怒能伊呂比売 （日本書紀なし）     |                                 |                                 |                                 |                                 |                                 |                                 |                                 |                                 |                                 |                                 |                                 |  |  |  |  |
|            |            |                           |                           |                           |                           |                           |                           |                                 |                                 |                                   |                                 |                                 |                                 |                                 |                                 |                                 |                                 |                                 |                                 |                                 |                                 |  |  |  |  |
|            |            |                           |                           |                           |                           |                           |                           |                                 |                                 | 葛城襲津彦 （葛城長江曾都毘古）   | 葛城襲津彦 （葛城長江曾都毘古） | 葛城襲津彦 （葛城長江曾都毘古） | 葛城襲津彦 （葛城長江曾都毘古） | 葛城襲津彦 （葛城長江曾都毘古） | 葛城襲津彦 （葛城長江曾都毘古） | → ［葛城氏］                    | → ［葛城氏］                    | → ［葛城氏］                    | → ［葛城氏］                    | → ［葛城氏］                    | → ［葛城氏］                    |  |  |  |  |
|            |            |                           |                           |                           |                           |                           |                           |                                 |                                 | 葛城襲津彦 （葛城長江曾都毘古）   | 葛城襲津彦 （葛城長江曾都毘古） | 葛城襲津彦 （葛城長江曾都毘古） | 葛城襲津彦 （葛城長江曾都毘古） | 葛城襲津彦 （葛城長江曾都毘古） | 葛城襲津彦 （葛城長江曾都毘古） | → ［葛城氏］                    | → ［葛城氏］                    | → ［葛城氏］                    | → ［葛城氏］                    | → ［葛城氏］                    | → ［葛城氏］                    |  |  |  |  |
|            |            |                           |                           |                           |                           |                           |                           |                                 |                                 | 若子宿禰 （日本書紀なし）         |                                 |                                 |                                 |                                 |                                 |                                 |                                 |                                 |                                 |                                 |                                 |  |  |  |  |
|            |            |                           |                           |                           |                           |                           |                           |                                 |                                 |                                   |                                 |                                 |                                 |                                 |                                 |                                 |                                 |                                 |                                 |                                 |                                 |  |  |  |  |

『日本書紀』景行天皇紀では、屋主忍男武雄心命と、菟道彦（紀直遠祖）の女の影媛との間に生まれたとする。孝元天皇紀では、孝元天皇（第8代）皇子の彦太忍信命を武内宿禰の祖父とすることから、武内宿禰は孝元天皇三世孫にあたる。なお、応神天皇紀では弟（母は不明）として甘美内宿禰の名が見える。
『古事記』では、孝元天皇皇子の比古布都押之信命（彦太忍信命）と、宇豆比古（木国造）の妹の山下影日売との間に生まれたのが建内宿禰（武内宿禰）であるとし、孝元天皇皇孫にあてる。同書においては、異母兄弟（長幼不詳）として味師内宿禰（甘美内宿禰）の名が見える。
子に関して、『日本書紀』では平群木菟宿禰のみ親子関係が明示されている。一方『古事記』では、次の7男2女と後裔27氏を掲載する（括弧内は日本書紀の名称で、日本書紀にて記述がない場合はなしと表示）。
- 波多八代宿禰（はたのやしろのすくね、羽田矢代宿禰） - 波多臣・林臣・波美臣・星川臣・淡海臣・長谷部君の祖。
- 許勢小柄宿禰（こせのおからのすくね、なし） - 許勢臣（巨勢臣）・雀部臣・軽部臣の祖。
- 蘇賀石河宿禰（そがのいしかわのすくね、石川宿禰） - 蘇我臣・川辺臣・田中臣・高向臣・小治田臣・桜井臣・岸田臣の祖。
- 平群都久宿禰（へぐりのつくのすくね、平群木菟宿禰） - 平群臣・佐和良臣・馬御樴連の祖。
- 木角宿禰（きのつののすくね、紀角宿禰） - 木臣（紀臣）・都奴臣・坂本臣の祖。
- 久米能摩伊刀比売（くめのまいとひめ、なし）
- 怒能伊呂比売（ののいろひめ、なし）
- 葛城長江曾都毘古（かずらきのながえのそつびこ、葛城襲津彦） - 玉手臣・的臣・生江臣・阿芸那臣の祖。
- 若子宿禰（わくごのすくね、なし） - 江野財臣の祖。

なお武内宿禰の系譜に関しては、武内宿禰が後世（7世紀後半頃か）に創出された人物と見られることや、稲荷山古墳出土鉄剣によれば人物称号は「ヒコ → スクネ → ワケ」と変遷するべきで襲津彦の位置が不自然であることから、原系譜では武内宿禰の位置には襲津彦があったとする説がある。

## 記録

### 日本書紀

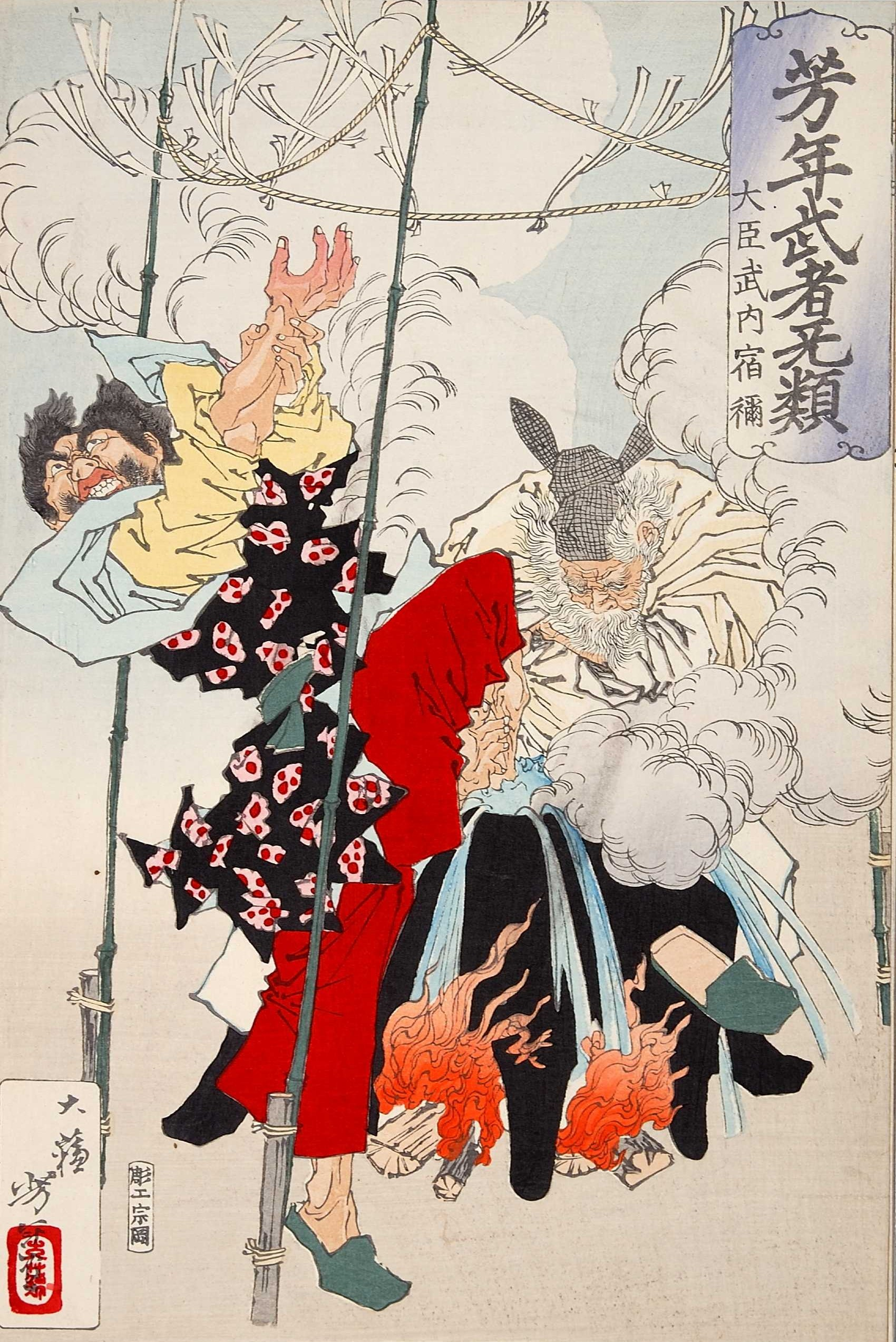
大臣武内宿祢 月岡芳年画

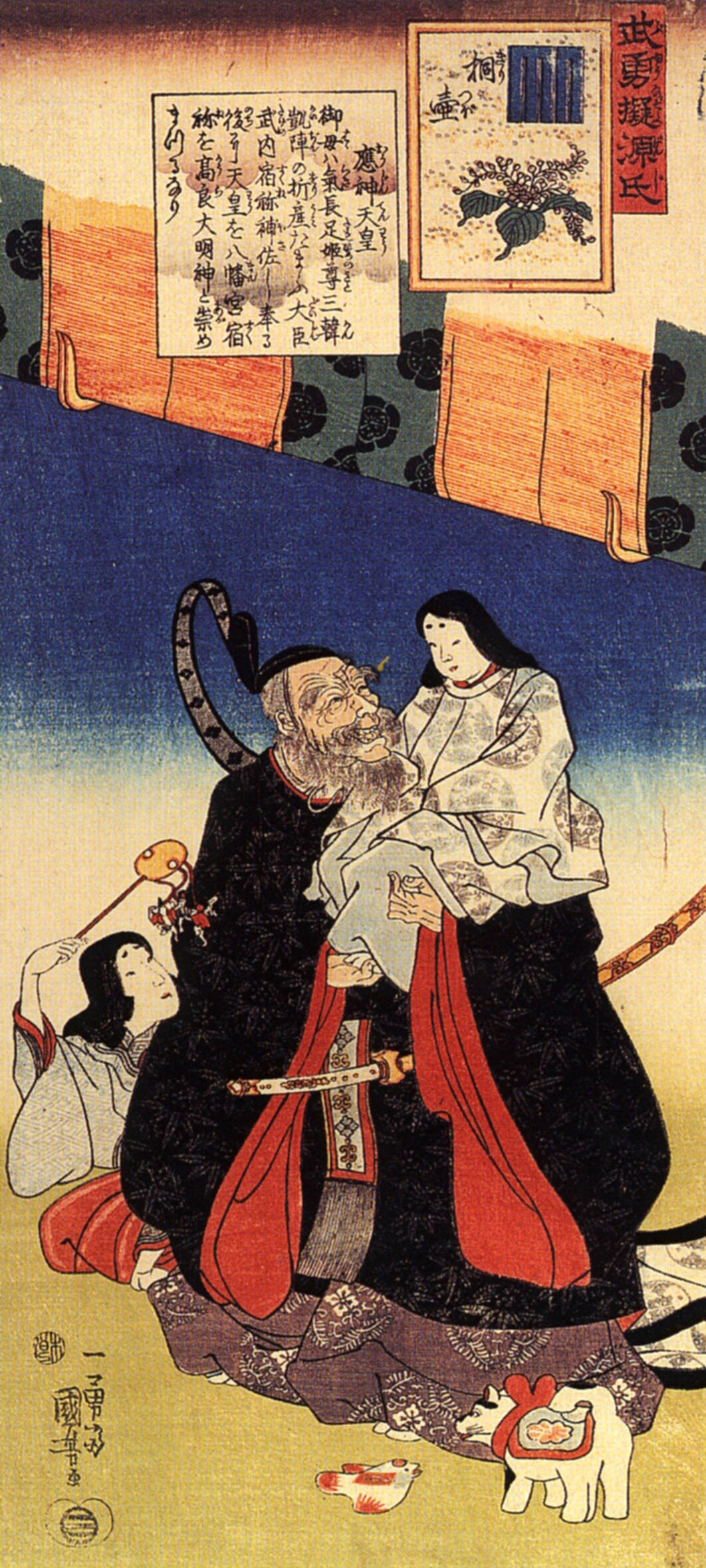
武内宿禰と応神天皇（歌川国芳画）

武内宿禰の生まれについて景行天皇紀によると、天皇は紀伊に行幸して神祇祭祀を行おうとしたが、占いで不吉と出たため、代わりに屋主忍男武雄心命が遣わされた。そして武雄心命が阿備柏原（あびのかしわばら：現・和歌山市相坂・松原か）にて留まり住むこと9年、その間に影媛との間に儲けたのが武内宿禰であるという。また成務天皇紀では、武内宿禰は成務天皇と同日の生まれ（景行天皇14年、月日不詳）とする。
その後、景行天皇（第12代）から仁徳天皇（第16代）までの5代に渡り武内宿禰の事績が記されている。
第12代景行天皇紀
- 景行天皇25年7月3日条、同27年2月12日条
武内宿禰は北陸及び東方に派遣され、地形と百姓の様子を視察した。帰国すると、蝦夷を討つよう景行天皇に進言した。
- 景行天皇51年1月7日条、同年8月4日条
天皇は群卿を招き数日の宴を催したが、武内宿禰と皇子の稚足彦（のちの成務天皇）は非常に備えて参じなかった。これを賞賛した天皇は特に目をかけ、稚足彦を皇太子に、武内宿禰を「棟梁之臣」に任じた。

第13代成務天皇紀
- 成務天皇3年1月7日条
成務天皇は武内宿禰を「大臣」となし、同日の生まれであることから武内宿禰を寵した。

第14代仲哀天皇紀
- 仲哀天皇9年2月6日条、2月22日条
仲哀天皇が遠征途上で死去すると、神功皇后と武内宿禰とは天皇の喪を秘した。そして四大夫に宮中を守るよう命じたのち、武内宿禰自身は密かに天皇の遺骸を海路で穴門へ運び、豊浦宮において殯（もがり）を行なったのち、皇后に復命（報告）した。

神功皇后紀

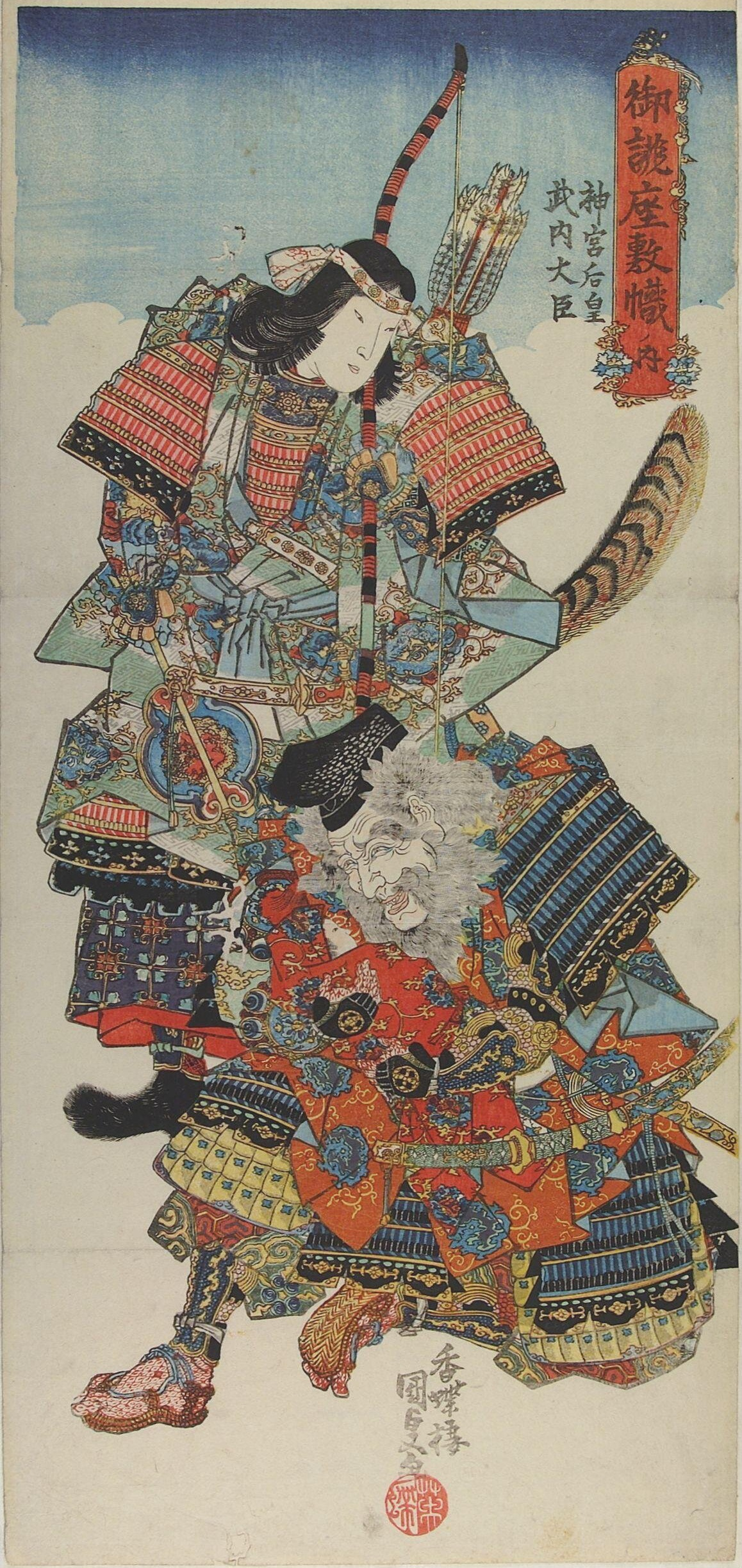
武内宿禰と神功皇后（歌川国貞画）

- 神功皇后摂政前紀 仲哀天皇9年3月1日条
神功皇后は斎宮に入り、自ら神主となって仲哀天皇に祟った神の名を知ろうとしたが、その際に武内宿禰は琴を弾くことを命じられた。
- 神功皇后摂政前紀 仲哀天皇9年4月3日条
神功皇后が神田に儺河（福岡平野を流れる那珂川）の水を引きたいと思い、溝を掘ったが大岩にあたった。武内宿禰が皇后に召されて剣・鏡を捧げ神祇に祈ると、溝は通じた。
- 神功皇后摂政前紀 仲哀天皇9年12月14日条、神功皇后摂政元年3月5日条
仲哀天皇の崩御を聞いて反乱を起こした麛坂皇子・忍熊皇子兄弟に対し、武内宿禰は皇子（のちの応神天皇）を抱いて南海に出て紀伊水門に至る。そして武振熊（和珥臣遠祖）とともに数万の軍を率い、山背、菟道（宇治）を経て、逢坂（京都府・滋賀県境の逢坂山）にて忍熊皇子軍を破った。
- 神功皇后摂政13年2月8日条、同13年2月17日条
皇后の命で太子（誉田別尊）を伴って角鹿の笥飯大神（福井県敦賀市の氣比神宮）を拝し、帰還後に開かれた宴では太子に代わって皇后に返歌した。
- 神功皇后摂政47年4月条
新羅と百済とで貢物の問題が起こり、皇后が誰を百済に遣わしたら良いか天神に問うたところ、天神は審神者(さにわ）である武内宿禰を通して議を行わしめ、千熊長彦を使者とするよう答えた。

第15代応神天皇紀
- 応神天皇7年9月条
高麗人・百済人・任那人・新羅人らが来朝した際に、応神天皇の命でそれら韓人を率いて韓人池を造った。
- 応神天皇9年4月条
天皇の命で武内宿禰が筑紫へ百姓の監察に遣わされた際、弟の甘美内宿禰が兄を廃そうとして天皇に讒言した。天皇は武内宿禰を殺すため使いを出したが、真根子（壱伎直祖）が身代わりとなって殺された。武内宿禰は朝廷に至って天皇に弁明すると、武内宿禰と甘美内宿禰は探湯で戦うこととなったが、武内宿禰が勝った。

第16代仁徳天皇紀
- 仁徳天皇元年1月3日条
応神天皇の子の大鷦鷯尊（仁徳天皇）と武内宿禰の子の平群木菟宿禰とは同日に生まれた。その際、応神の子の産殿には木菟（つく：ミミズク）が、武内宿禰の子の産屋には鷦鷯（さざき：ミソサザイ）がそれぞれ飛び込んだので、その鳥の名を交換して各々の子に名付けた。
- 仁徳天皇50年3月5日条
茨田堤に雁が卵を産んだことから、仁徳天皇と武内宿禰とは長生を讃えて歌を詠みあった。

その後『日本書紀』には事績の記載は見えず、允恭天皇（第19代）5年7月14日条に至って武内宿禰の墓の伝承が記されている。

### 古事記
『古事記』においても、建内宿禰（武内宿禰）に関して『日本書紀』と同様の説話が記されている。

### その他
『因幡国風土記』逸文（古風土記逸文としては鎌倉時代を遡り得ない参考条文）によると、仁徳天皇55年3月に武内宿禰は360余歳にして因幡国に下向し、亀金に双履を残して行方知らずとなったという。同文では続けて、因幡国法美郡の宇倍山山麓には武内宿禰の霊を祀る社（鳥取県鳥取市の宇倍神社）があるが、武内宿禰は東夷を討った後この宇倍山に入って行方知らずになったのだと伝える。
そのほか『公卿補任』では薨年未詳で295歳にて死去（一説として仁徳天皇55年に年齢未詳で死去）、『水鏡』では武内宿禰は仁徳天皇55年に280歳で死去、『帝王編年記』では仁徳天皇78年に年齢未詳（一説として312歳）で死去したといい、他にも諸伝説がある。なお、そのうち『帝王編年記』では、死去の地として甲斐国説、美濃国不破山説、大和国葛下郡の室破賀墓説（奈良県御所市の室宮山古墳か）を挙げる。『宋史』日本伝では紀武内と表記し、307歳とする。

## 墓
墓の位置に関しては記紀ともに言及されず不詳。ただし『日本書紀』允恭天皇5年7月己丑（14日）条では、「謀反を疑われた葛城玉田宿禰（武内宿禰の孫または曾孫）が地震のあった日の夜に武内宿禰の墓に逃げ込んだものの誅殺された」と、その墓の存在について言及している。また『帝王編年記』（南北朝時代頃の成立）では、武内宿禰の墓に関する一説として大和国葛下郡の「室破賀墓」と見える。
奈良県南西部の葛城地方では、武内宿禰と関連が推測される古墳として室宮山古墳（室大墓、奈良県御所市室）がある。同古墳は、葛城地方最大（全国第18位）規模の前方後円墳で、5世紀初頭頃の築造と推定される。同古墳は古来「室大墓（むろのおおばか）」と称され、武内宿禰の墓とする伝があった。ただし近年では、築造時期から応神時代の豪族葛城襲津彦（4世紀末から5世紀前半の実在が確実視）の墓とする説が有力視される。
武内宿禰が臣事した景行天皇や神功皇后の陵墓と同じく4世紀後半に築かれかつ埋葬者が不明な畿内の大型古墳として津堂城山古墳と摩湯山古墳、巣山古墳などがあり、大和政権の中枢を担った重臣とされる武内宿禰との関連性を検討する価値がある。

## 後裔

### 氏族
前述のように、『古事記』では武内宿禰は許勢臣（巨勢臣）・蘇我臣・平群臣・木臣（紀臣）を始めとする27氏の祖とされる。
また『新撰姓氏録』では、次の氏族が後裔として記載されている。
- 左京皇別 - 田口朝臣・紀朝臣・林朝臣・雀部朝臣・生江臣・布師首
- 右京皇別 - 八多朝臣・平群朝臣・高向朝臣・田中朝臣・小治田朝臣・川辺朝臣・岸田朝臣・久米朝臣・御炊朝臣・玉手朝臣・掃守田首
- 山城国皇別 - 曰佐
- 大和国皇別 - 星川朝臣・江沼臣・阿祇奈君・曰佐・池後臣・巨勢楲田臣
- 摂津国皇別 - 雀部朝臣・坂本臣・阿支奈臣
- 河内国皇別 - 道守朝臣・山口朝臣・林朝臣・道守臣・的臣・塩屋連・小家連・原井連・早良臣・布忍首・紀祝・紀部
- 和泉国皇別 - 坂本朝臣・的臣・布師臣・紀辛梶臣・大家臣・掃守田首・丈部首
- 摂津国未定雑姓 - 韓海部首
- 和泉国未定雑姓 - 鵜甘部首

『地下家伝』によると大石宿禰が武内宿禰の末裔とされるが系譜は不明。

### 国造
『先代旧事本紀』「国造本紀」には、次の国造が後裔として記載されている。
- 江沼国造 - 柴垣朝（反正天皇）の御世に蘇我臣同祖の武内宿禰四世孫の志波勝足尼を国造に定めたという。のちの加賀国江沼郡周辺にあたる[15]。
- 伊彌頭国造 - 志賀高穴穂朝（成務天皇）の御世に宗我同祖の建内足尼の孫の大河音足尼を国造に定めたという。のちの越中国射水郡周辺にあたる[16]。

## 考証
『三国史記』には、倭王の命を受けて新羅を攻め、奈解尼師今王の子で舒弗邯の昔于老を処刑した于道朱君（うとうしゅくん）という倭人の将軍が登場するが、復元された上代日本語における「ウチスクネ（内宿禰）」の発音に対応できること、暦年研究から奈解尼師今の後継である助賁王や沾解王の在位年代が神功皇后の活動年代と同時代と見られることなどから、「于道朱君」はすなわち日本書紀の武内宿禰であり、武内宿禰は実在した人物であるとする説が唱えられている。
『日本書紀』『古事記』の記す武内宿禰の伝承には、歴代の大王に仕えた忠臣像、長寿の人物像、神託も行う人物像等が特徴として指摘される。特に、大臣を輩出した有力豪族の葛城氏・平群氏・巨勢氏・蘇我氏ら4氏が共通の祖とすることから、武内宿禰には大臣の理想像が描かれていると指摘がある。ただし、『古事記』では『日本書紀』に比して物語が少ないことから、『旧辞』の成立より後、蘇我馬子・中臣鎌足ら忠臣がモデルとなってその人物像が成立したと推測する説がある。
また、弟の甘美内宿禰（味師内宿禰）とともに「内宿禰」を称することから、大和国宇智郡を根拠とした豪族の有至臣（内臣）との関連も指摘される。

## 信仰
武内宿禰は気比神宮（福井県敦賀市、越前国一宮）、宇倍神社（鳥取県鳥取市、因幡国一宮）、高良大社（福岡県久留米市、筑後国一宮）、高麗神社（埼玉県日高市、武蔵国高麗郡）、を始めとする各地の神社で祀られている。
特に高良大社では、祭神の「高良玉垂命（こうらたまたれのみこと）」が中世以降に八幡神第一の伴神とされたことから、応神天皇（八幡神と同一視される）に仕えた武内宿禰がこれに比定されている。その結果、石清水八幡宮を始めとする全国の八幡宮・八幡社において、境内社のうちに「高良社」として武内宿禰が祀られる例が広く見られる。

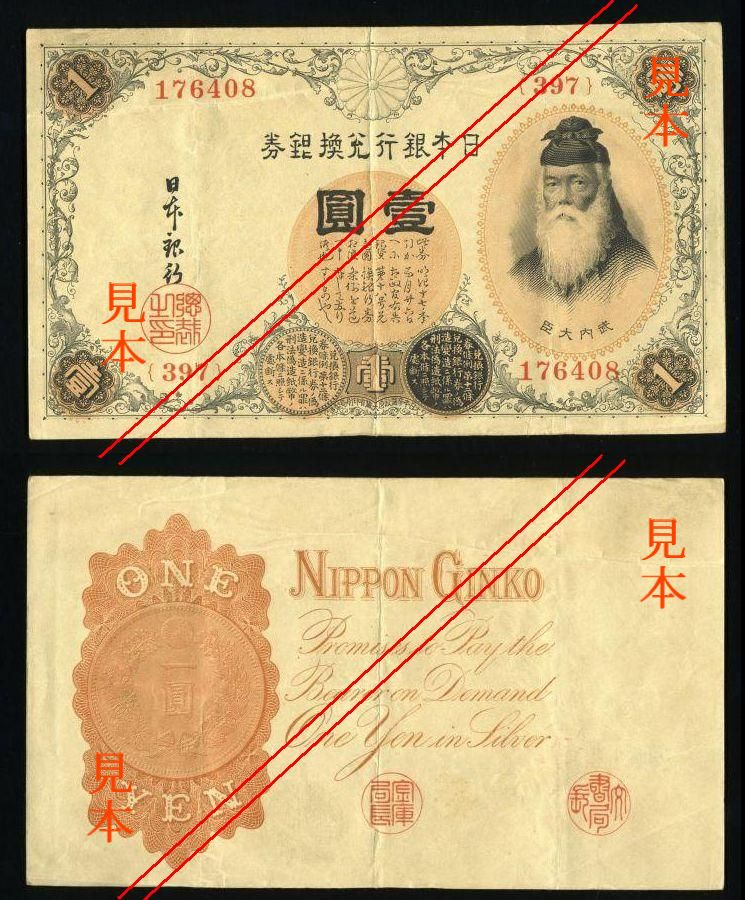
武内宿禰肖像（明治22年発行の改造壹圓券）

また武内宿禰は忠臣とされることから、日本銀行券の肖像としても次の5種類に採用されている。写真はおろか肖像画も残っていないため、日本銀行券の肖像としての武内宿禰は当時の印刷部長佐田清次をモデルにエドアルド・キヨッソーネがデザインしたものであった。
- 改造壹圓券（明治22年（1889年）発行、現在でも法的には有効）
- 甲五圓券（明治32年（1899年）発行、現在通用停止）
- 丙五圓券（大正5年（1916年）発行、現在通用停止）
- い壹圓券（昭和18年（1943年）発行、現在でも法的には有効）
- 丙貳百圓券（昭和20年（1945年）発行、製造開始は昭和2年（1927年）、現在通用停止）